# Hesperoconopa
Hesperoconopa es un género de dípteros nematóceros perteneciente a la familia Limoniidae. Se distribuye por Norteamérica, India y Rusia oriental.

## Especies
- Contiene las siguientes especies:
- H. acutistyla Savchenko, 1980
- H. anthracina Alexander, 1976
- H. aperta (Coquillett, 1905)
- H. dolichophallus (Alexander, 1948)
- H. melanderi (Alexander, 1945)
- H. pilipennis (Alexander, 1918)
- H. pugilis (Alexander, 1952)
- H. sikkimensis Alexander, 1962